# کریس رابرتس (خواننده)
کریس رابرتس (به انگلیسی: Chris Roberts) (زاده ۱۳ مارس ۱۹۴۴-درگذشته ۲ ژوئیه ۲۰۱۷) آلمانی بود.